# La Bombonera
Boca Juniors
La Bombonera (kar v španščini pomeni bonboniera) je priljubljen vzdevek nogometnega stadiona z uradnim imenom Estadio Alberto J. Armando. Nahaja se v buenosaireški četrti La Boca. Je domicilni stadion kluba Boca Juniors, enega najslovitejših argentinskih klubov. V letih 1968, 1969 in 1970 je na njem gostil tekme pokala Libertadores tudi klub Estudiantes de La Plata.
Na zemljišču, ki ga omejujejo ulice Brandsen (na jugu), Del Valle Iberlucea (na vzhodu), Aristobulo del Valle (na severu) ter železniška proga na zahodu, so že leta 1923 postavili preprost lesen stadion. 18. februarja 1938 je bil položen temeljni kamen za sodobnejši stadion na istem zemljišču, gradnja pa se je pričela 30. avgusta istega leta.
Stadion so projektirali José Luis Delpini, Raúl Bes in Viktor Sulčič (slednji je bil slovenskega rodu). Zaradi pomanjkanja razpoložljivega prostora so se morali domisliti prenekatere zanimive rešitve. Tloris ima tako obliko črke D, kjer je vzhodna stranica (vzdolž ulice Del Valle Iberlucea) ravna, namesto tribun pa so tam postavili lože za uglednejše goste, ki so precej ožje. Iz istega razloga so ob preostalih stranicah postavili strme tribune (spočetka v dveh nivojih), ki naj bi danes imele najstrmejši naklon na svetu. Razdalja med igralno površini in tribunami je ponekod (npr. pri kotih) tudi manjša od 2m. 
Otvoritev stadiona je bila 25. maja (na argentinski državni praznik v spomin na majsko revolucijo) 1940, ko je Boca v prijateljski tekmi z 2:0 premagala mestnega tekmeca San Lorenzo. Že takrat se je pokazala izjemna akustičnost stadiona. 2. junija je v prvi odigrani uradni tekmi Boca z enakim izidom premagala Newell's Old Boys iz Rosaria, že 30. junija 1940 pa so odigrali prvi veliki derbi (el clásico). Boca je premagala mestnega tekmeca River Plate s 3:1.
Leta 1949 so pričeli graditi še tretji nivo tribun. Dela so dokončali leta 1953 in stadion naj bi tako bil edini s tremi nivoji tribun v Argentini. Istega leta so dokončali tudi sistem umetne razsvetljave. Barve sedežev po posameznih nivojih tribun so modra, rumena  in spet modra, torej klubske barve Boce Juniors.
Zadnjo prenova je bila dokončana leta 1996. Zahodni del so porušili skupaj s stolpom in tam zgradili povsem nove lože za uglednejše goste. Od takrat lahko stadion sprejme skupno 57.395 gledalcev. Sedišč je 37.538, stojišč 17.077, v ložah pa je prostora za 2.780 oseb. Tako je po kapaciteti gledalcev postal drugi največji stadion v Argentini. 
Stadion se je od otvoritve leta 1940 uradno imenoval Estadio Dr. Camilo Cichero po predsedniku kluba, ki je pričel s postopkom za začetek gradnje. Že med gradnjo sta se ga oprijela neuradna vzdevka El Coliseo de la Boca in El Coliseo de Cemento, saj je po višini krepko presegal stavbe v soseščini. Še danes najpogostejši vzdevek vzdevek La Bombonera je zaradi pravokotne oblike dobil že na dan otvoritve. Nedokazana anekdota trdi, da je to zasluga Delpinija, ki mu je Sulčič podaril bonboniero, po obliki zelo podobno stadionu. Od 27. decembra 2000 se stadion uradno imenuje po Albertu Jacintu Armandu, klubskemu predsedniku, ki se je že ob izvolitvi leta 1975 zavzel za prenovo stadiona, vendar so načrti zaradi negotovega političnega in gospodarskega položaja v Argentini morali počakati še dve desetletji.
Pod južno tribuno (vzdolž ulice Brandsen) so 3. aprila 2001, ob 96. obletnici Boce Juniors, odprli muzej o klubu in četrti La Boca. 
Tako v notranjih kot zunanjih delih stadiona je moč najti več stenskih poslikav, na katerih je Pérez Célis naslikal tako nekatere legendarne igralce kluba kot motive iz predela La Boca.